# 盛百二
盛百二（1720年—？），字秦川，号柚堂，浙江秀水（今嘉兴市）人。清朝文学家、数学家。

## 生平
少颖悟，于天文、勾股、律吕、河渠之学，无不精研。乾隆二十一年（1756年）举人，官山东淄川县知县。在职一年，因丁忧去，从此不仕。晚年居山东，主讲稾城书院十数年。

## 成就
工诗，风格清秀，王昶称其“宗其乡朱彝尊”，沈涛则以为“颇类姜白石”。

## 著作
- 《柚堂文存》四卷
- 《柚堂笔谈》四卷、续八卷
- 《皆山阁吟稿》四卷
- 《观录》四卷
- 《问水漫录》四卷
- 《增订教稼书》二卷
- 《尚书释天》六卷